# 韋斯特伍德章克申 (加利福尼亞州)
韋斯特伍德章克申（英語：Westwood Junction）是位於美國加利福尼亞州拉森縣的一個非建制地區。該地的面積和人口皆未知。

## 地理
韋斯特伍德章克申的座標為40°25′55″N 120°56′48″W / 40.43194°N 120.94667°W，而該地的平均海拔高度為1683米（即5522英尺）。